# Albert Préjean
Albert Préjean (Pantin, 1894. október 27. vagy 1893. október 27. – Párizs 16. kerülete, 1979. november 1.), francia filmszínész, énekes.

## Pályafutása
Albert Préjean az első világháborúban katonáskodott, és a Croix de Guerre és a Legion d'honneur-ral tüntették ki.
Préjean első öt filmjét Henri Diamant-Berger francia rendezővel forgatta 1921-1923 között. Az általa játszott szerepekben általában a vezető típusokat formált meg, akik nagylelkűek, de erősek.
Legmaradandóbb hírnevet René Clair filmjeiben szerzett mind a néma- és mind a hangosfilm korában. Közéjük tartozik például az Un Chapeau de Paille d'Italie bohózat (1928) és a zenés Sous les toits de Paris komédia (1930) is.
Amikor 1931-ben a német filmrendező, Georg Wilhelm Pabst leforgatta a Koldusopera-filmet, ugyanakkor francia szereplőkkel leforgatta a francia nyelvű változatot (L'opéra de quat'sous) is. Préjean kapta a főszerepet (Bicska Maxi/Mackie Messer).
Préjean a színészet mellett az 1930-as években is népszerű énekes volt. Olyan dalokat énekelt, mint például a „La Valse to Dede Montmartre”.
A második világháború alatt továbbra is szerepelt filmekben. 1942 márciusában csatlakozott egy színészcsoporthoz, akik a németek meghívására berlini filmstúdiókat látogattak meg. Ez olyan francia színészek és színésznők mellett szerepelt, mint René Dary, Astor Junie, Viviane Romance, Suzy Delair és Danielle Darrieux.
1979-ben megjelent könyvében emlékezik rá fia, Patrick Préjean, szinkronszínész.

## Filmjei
- 1921: Les Trois mousquetaires
- 1921: Le Mauvais garçon
- 1922: Vingt ans après
- 1922: Gonzague
- 1923: Le Roi de la Vitesse
- 1923: Jim Bougne, boxeur
- 1924: Le Miracle des loups
- 1924: Le Fantôme du Moulin-Rouge
- 1925: Paris qui dort
- 1925: Le Voyage imaginaire
- 1925: La Justiciaire
- 1926: Le Bouif errant
- 1927: Le Chauffeur de mademoiselle
- 1928: Un chapeau de paille d’Italie
- 1928: Verdun, vision d’histoire
- 1929: Les Nouveaux messieurs
- 1929: Fécondité
- 1929: Bluff
- 1929: L’Aventure de Luna-Park (rendező is)
- 1930: Sous le Toits de Paris
- 1930: L’Opéra de quat’sous
- 1931: Un soir de rafle
- 1931: Le Joker
- 1931: L’Amoureuse aventure
- 1932: Un fils d’Amérique
- 1932: Voyage de noces
- 1932: Théodore et Cie
- 1933: Caprice de princesse
- 1933: Toto
- 1933: Le paquebot Tenacity
- 1934: Volga en flammes
- 1934: Dédé
- 1934: La Crise est finie
- 1934: L’Or dans la Rue
- 1935: Princesse Tam-Tam
- 1935: Paris-Camargue
- 1935: Lune de miel
- 1936: Un mauvais garçon
- 1936: Jenny
- 1937: L’Alibi
- 1937: La Fessée
- 1937: Mollenard
- 1938: La Rue sans joie
- 1938: Place de la Concorde
- 1938: La Piste du sud
- 1939: Métropolitain
- 1939: Nord-Atlantique
- 1939: L’Or du Cristobal
- 1941: L’Étrange Suzy
- 1941: Caprices
- 1942: Picpus
- 1943: Au bonheur des dames
- 1943: Cécile est morte (egy Maigret-film)
- 1945: L’Assassin n’est pas coupable
- 1946: L’Homme de la Nuit
- 1946: La Kermesse rouge
- 1947: Les Frères Bouquinquant
- 1947: L’Idole
- 1948: Piège à hommes
- 1949: Les nouveaux maîtres
- 1952: Le Désir et l’Amour
- 1954: Casse-cou, mademoiselle
- 1955: Chéri-Bibi
- 1955: Un missionaire
- 1956: Omloop van Middernacht
- 1956: Adorables démons
- 1957: Paris Music Hall
- 1960: Une nuit à Monte-Carlo
- 1961: Bonne chance, Charlie

## Fordítás
Ez a szócikk részben vagy egészben  az   Albert Préjean című angol Wikipédia-szócikk ezen változatának fordításán alapul.  Az eredeti cikk szerkesztőit annak laptörténete sorolja fel. Ez a jelzés csupán a megfogalmazás eredetét és a szerzői jogokat jelzi, nem szolgál a cikkben szereplő információk forrásmegjelöléseként.